# Das Ding an der Schwelle
Das Ding an der Schwelle im Original The Thing on the Doorstep ist eine Horror-Kurzgeschichte des amerikanischen Schriftstellers H. P. Lovecraft, die zum Universum des Cthulhu-Mythos gehört. Sie wurde im August 1933 geschrieben und erstmals in der Januar-Ausgabe 1937 von Weird Tales veröffentlicht.

## Inspiration
Die Idee zu dieser Geschichte kam Lovecraft in einem Traum, den er 1928 hatte und den er wie folgt in seinem Kollektaneenbuch niederschrieb:
„Er tötet ihn, um seine Seele zu schützen, mauert seinen Körper in einem alten Keller ein, ABER der tote Zauberer (der seltsame Dinge über die im Körper verweilende Seele gesagt hat) wechselt mit ihm den Körper ... und lässt ihn als lebendigen Leichnam im Keller zurück.“

## Inhalt
Daniel Upton, der Erzähler der Geschichte, erklärt, dass er seinen besten Freund, Edward Derby, getötet hat. Er hofft jedoch, dass sein Bericht zeigen wird, dass er kein Mörder ist, sondern die Erde von einem Grauen gesäubert hat, dessen Überleben unsagbare Schrecken über die gesamte Menschheit hätte bringen können. Er beginnt mit einer Beschreibung von Derbys Leben und Werdegang. Derby hatte sich schon als kleiner Junge für das Okkulte interessiert, was dazu führte, dass er sich mit Upton anfreundete. Bei jedem Besuch von Derby klopfte er immer nach dem gleichen Muster an seine Haustür: Drei Schläge, eine Pause und dann zwei weitere Schläge auf den Türklopfer. Auf diese Weise konnte Upton stets erkennen, dass es sich um Derby handelte. Upton fährt fort und berichtet von seiner Zeit an der Miskatonic-Universität die er im Alter von 16 Jahren besucht. Derby hatte immer ein sehr enges Verhältnis zu seiner Familie besonders zu seiner Mutter und ihr Tod stürzt ihn in eine Depression. Erst eine Reise mit seinem Vater nach Europa bewirkt eine Erholung. Im Alter von achtunddreißig, lernt er die 23-jährige Studentin Asenath Waite kennen. Gegen den Willen seines Vaters heiraten Edward und Asenath bald, nachdem sie ihre Liebe zum Okkulten entdeckt haben. Trotz einiger Bedenken zieht Derby zusammen mit Asenath in ein altes Haus in Arkham ein.
In den nächsten zwei Jahren sehen sich die beiden Freunde immer seltener und die Leute bemerken merkwürdige Veränderungen in Derbys Verhalten. Manchmal fährt er allein mit dem Auto los, obwohl er nie eine Fahrschule besucht hatte. Gelegentlich wird er von einem Chauffeur oder Mechaniker zurückgefahren, während er auf dem Rücksitz des Wagens kauert. Im dritten Jahr seiner Ehe beginnt Edward, Upton gegenüber eine gewisse Angst und Unzufriedenheit anzudeuten. Er lässt Bemerkungen darüber fallen, dass die Dinge „zu weit gehen“, und über die Notwendigkeit, „seine Identität zu finden“. Zunächst ignoriert Upton diese Anspielungen, doch dann erinnert er sich was man über Asenaths hypnotischen Einfluss auf andere Menschen berichtete. Bei einem seiner selten Besuche berichtet Edward von schrecklichen Begegnungen an einsamen Orten, von zyklopischen Ruinen in den Wäldern von Maine, von komplexen Winkeln, die durch unsichtbare Mauern in andere Regionen von Raum und Zeit führen und von abscheulichem Austausch von Persönlichkeiten, der Erkundungen an abgelegene und verbotene Orten, auf anderen Welten und in anderen Dimensionen ermögliche.
Später erhält Upton ein Telegram, in dem er gebeten wird Derby abzuholen, der in Chesuncook, Maine, aufgefunden wurde und unzusammenhängend vor sich hinredete. Auf der Rückfahrt erzählt Derby, dass Asenath seinen Körper benutzt habe, um ihn an namenlose Orte für namenlose Rituale zu bringen. Außerdem ist er sicher das Ephraim im Körper von Asenath lebt. Bevor er seine Geschichte beenden kann, erleidet Derby plötzlich einen Anfall. Als er wieder zu sich kommt bittet er Upton, das, was er gerade gesagt habe zu ignorieren.
Einige Monate später besucht Derby Upton und sagt, er habe einen Weg gefunden, Asenath fernzuhalten und sie daran zu hindern, seinen Körper zu benutzen. Außerdem berichtet er, was er Upton während der Autofahrt versucht hat zu sagen, dass Asenath nicht sie selbst ist, sondern in Wirklichkeit der alte Ephraim. Derby erholt sich nur sehr langsam und bei einem Besuch an Weihnachten hat er einen Nervenzusammenbruch. Upton sieht keine andere Möglichkeit und lässt Edward in das Arkham Sanatorium einweisen. Einige Zeit später erhält Upton einen Anruf aus dem Sanatorium, das Edwards Verstand zurückgekehrt sei und er entlassen werden kann. Upton begibt sich voller Freude in das Sanatorium muss aber zu seinem Schrecken feststellen, dass es sich um die fremde Persönlichkeit handelt. Einige Tage später wird Upton durch ein Klopfen an seiner Tür genau wie Derby es immer getan hatte aus dem Schlaf geweckt. Als er die Tür öffnet, findet er eine zwergenhafte, bucklige Gestalt vor, die eine Nachricht von Derby bei sich trägt. Darin fordert er Upton auf ins Sanatorium zu gehen und es zu töten. Außerdem gesteht er, dass er Asenath tatsächlich getötet und ihre Leiche im Keller vergraben hat. Er hätte jedoch erkennen müssen, dass Asenaths (möglicherweise Ephraims) Seele sich teilweise von ihrem Körper gelöst habe und dass die Seele weiterlebt, bis der Körper eingeäschert wird. Asenath war es gelungen, die Kontrolle über seinen Körper zu übernehmen, während er im Sanatorium war, was bedeutet, dass „das Ding auf der Schwelle“ in Wirklichkeit Derby ist, der in Asenaths verwesendem Leichnam steckt.

## Charaktere

### Edward Pickman Derby
Edward Pickman Derby ist der beste Freund von Daniel Upton. Beide verbindet seit ihrer Jugend die Faszination für das Okkulte. Als Kind war er sehr schwächlich und hatte nur selten Gelegenheit, ungezwungen mit anderen Kindern zu spielen. Er hat sehr überfürsorgliche Eltern, so dass er nie unabhängige Entscheidungen treffen oder Verantwortung übernehmen musste.

### Daniel Upton
Daniel Upton ist der Erzähler der Geschichte und der beste Freund von Edward Derby. Er ist Anfang 50, studierte an der Harvard University und nach einer Ausbildung bei einem Bostoner Architekten gründete er sein eigenes Büro in Arkham. Er ist verheiratet und hat einen Sohn, Edward Derby Upton.

### Asenath Waite Derby
Asenath Waite Derby ist mit Edward Derby verheiratet und die Tochter von Ephraim Waite. Sie hat dunkle Haare ist eher klein und wird, abgesehen von den übergroßen Augen, als gutaussehend beschrieben. Sie stammt wie ihr Vater aus Innsmouth. Sie hat eine hypnotische Wirkung auf ihre Mitmenschen.

### Ephraim Waite
Ephraim Waite ist der Vater von Asenath Waite. Über seine Frau ist nichts bekannt, außer dass sie stets mit einem Schleier bekleidet war. Er starb im Wahnsinn unter ziemlich merkwürdigen Umständen.

## Verbindungen zu anderen Geschichten
Die Erzählung nimmt häufig Bezug auf Elemente aus anderen Lovecraft-Geschichten, darunter Orte wie Arkham, die Miskatonic-Universität, Innsmouth und Kingsport. Auch werden Bücher wie das Necronomicon, das Buch von Eibon, von Junzts die Unaussprechlichen Kulte und Wesenheiten wie Azathoth, Shub-Niggurath oder die Shoggothen erwähnt.

## Kritik
Laut Peter Cannon „sind sich die meisten Kritiker einig, dass 'Das Ding auf der Schwelle'“ zu „den schlechtesten von Lovecrafts späteren Geschichten“ zählt. Er kritisiert sie für ihre „offensichtliche und melodramatische Handlung, unterbrochen von theatralisch Monologen“ vor einem „eher formelhaften“ Hintergrund.
Lin Carter hält die Geschichte ebenfalls für "seltsam unbedeutend und irgendwie unbefriedigend... eine schmutzige kleine häusliche Tragödie... der es völlig an der Art von kosmischer Vision fehlt, die Lovecrafts beste Geschichten so unvergesslich macht.
L. Sprague de Camp bietet eine ausgewogenere Sichtweise und beschreibt die Geschichte als „im mittleren Rang von Lovecrafts Geschichten: unter seinen besten, aber weit über dem Durchschnitt der Weird Tales“ und fügt hinzu, dass „Lovecraft in dieser Geschichte mehr als sonst auf den Charakter geachtet hat“.